# هایلیگنشتدتن
هایلیگنشتدتن (به آلمانی: Heiligenstedten) یک شهر در آلمان است که در اشتاینبورگ واقع شده‌است.
 هایلیگنشتدتن  ۱٬۶۷۴ نفر جمعیت دارد.